# SXM (소켓)

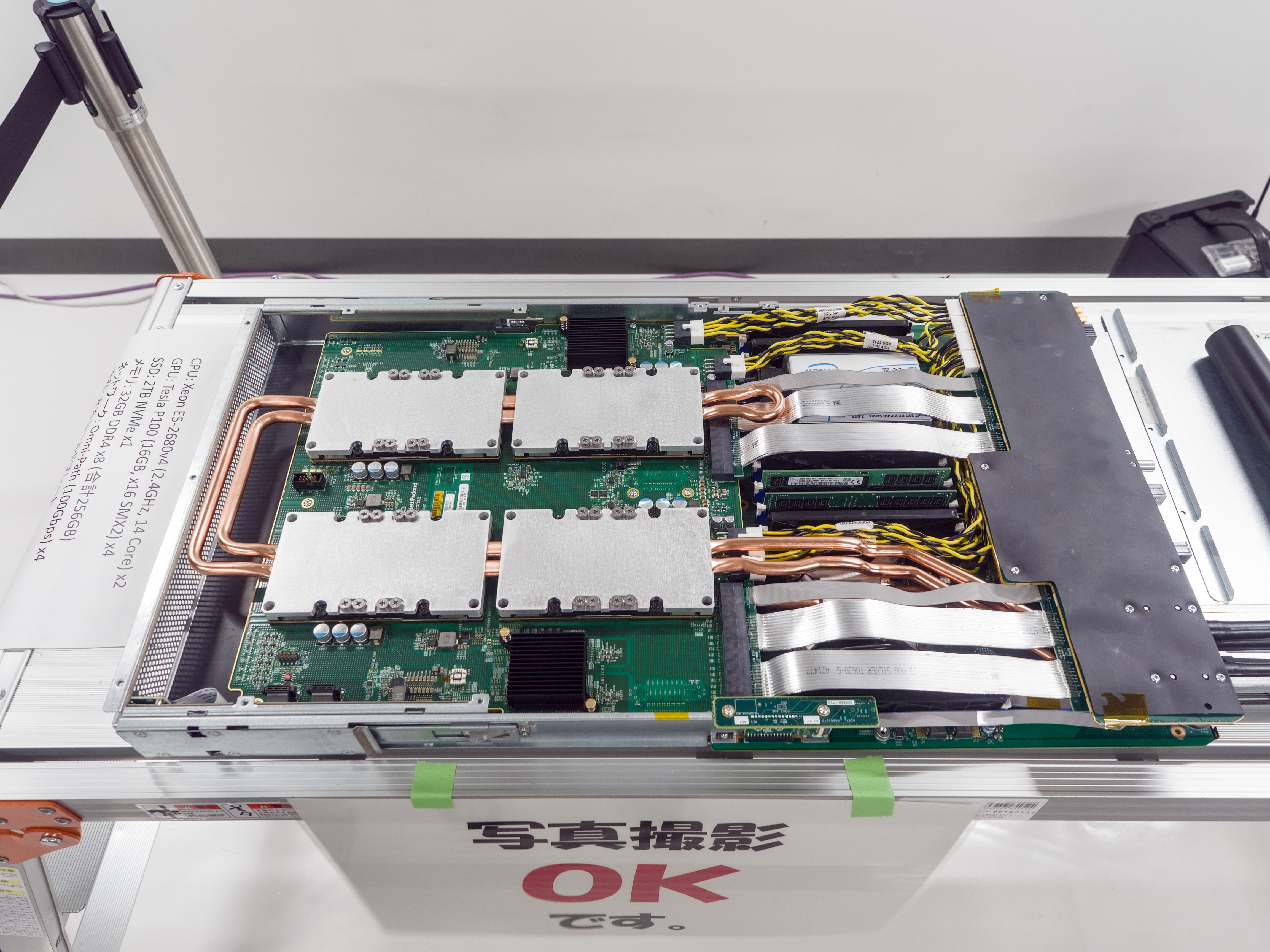
TSUBAME 3.0 슈퍼컴퓨터의 컴퓨팅 노드에 4개의 엔비디아 테슬라 P100 SXM 모듈이 보인다.

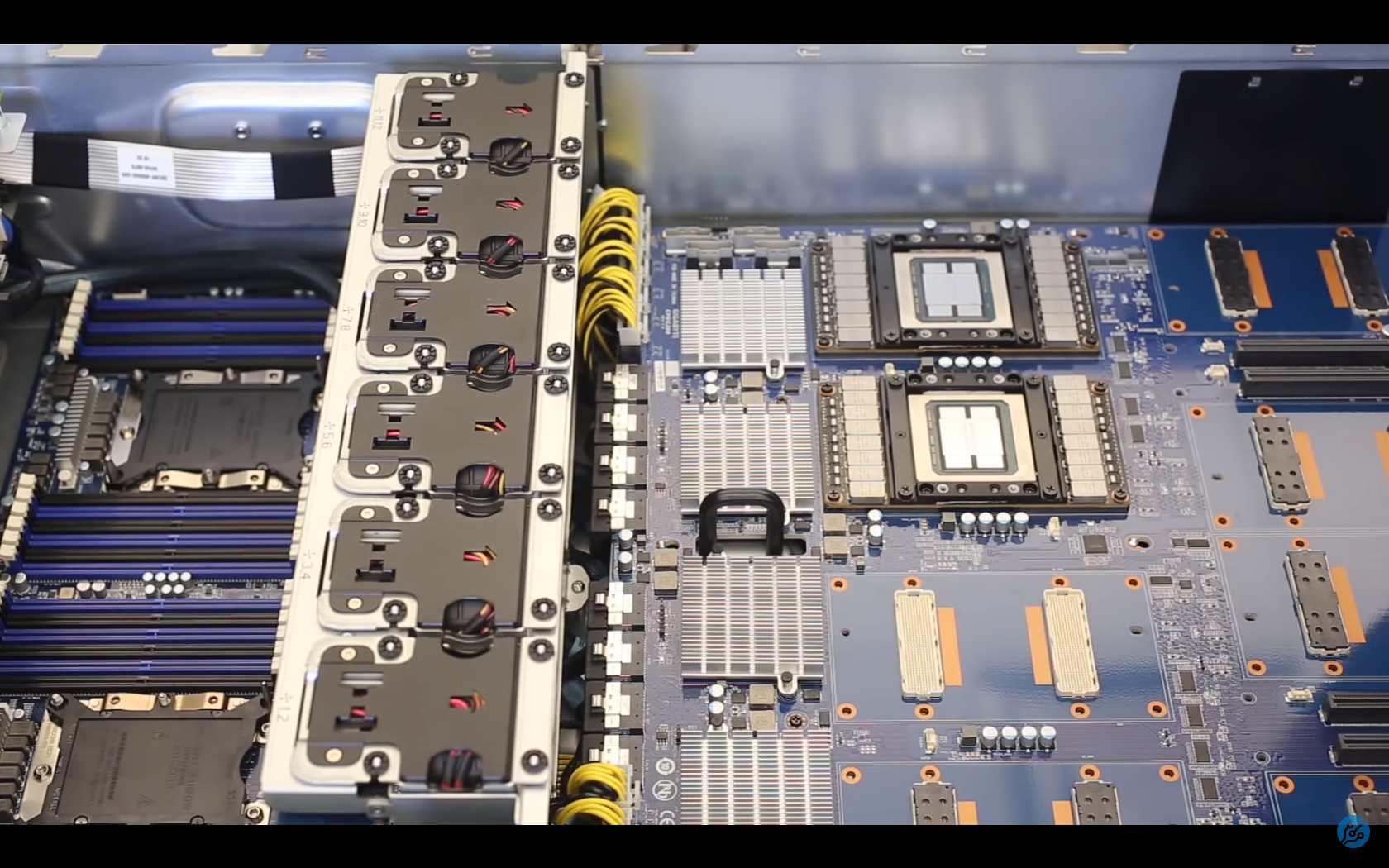
GPU가 설치된 소켓 옆에 있는 베어 SXM 소켓

SXM(Server PCI Express Module)은 엔비디아 컴퓨트 가속기(Nvidia Compute Accelerators)를 시스템에 연결하기 위한 고대역폭 소켓 솔루션이다. P100 모델 이후 엔비디아 테슬라의 모든 세대, DGX 컴퓨터 시리즈 및 HGX 보드에는 고대역폭, 전력 공급 등을 실현하는 SXM 소켓 유형이 탑재되어 해당 GPU 도터 카드에 사용된다. 엔비디아는 이 조합을 예를 들어 DGX 시스템 시리즈 모델에서 최종 사용자 제품으로 제공한다. 현재 소켓 세대는 파스칼 기반 GPU용 SXM, 볼타 기반 GPU용 SXM2 및 SXM3, 암페어 기반 GPU용 SXM4, 호퍼 기반 GPU용 SXM5이다. 이 소켓은 해당 가속기의 특정 모델에 사용되며, PCIe 동급 제품보다 카드당 더 높은 성능을 제공한다. DGX-1 시스템은 SXM-2 소켓이 장착된 최초의 시스템이었고, 따라서 P100 GPU와 호환되는 SXM 모듈을 탑재한 최초의 폼 팩터였으며, 이후 V100 GPU가 장착된 SXM2 모듈로 업그레이드(또는 사전 장착)할 수 있음이 밝혀졌다.
SXM 보드는 일반적으로 4개 또는 8개의 GPU 슬롯으로 구성되지만, 엔비디아 DGX-2와 같은 일부 솔루션은 여러 보드를 연결하여 고성능을 제공한다. SXM 보드를 위한 타사 솔루션도 존재하지만, 시스템 통합 업체인 슈퍼마이크로와 같은 대부분의 업체는 4개 또는 8개 소켓 구성으로 제공되는 엔비디아 HGX 보드를 사용한다. 이 솔루션은 SXM 기반 GPU 서버의 비용과 어려움을 크게 줄이고, 동일한 세대의 모든 보드에서 호환성과 신뢰성을 가능하게 한다.
HGX 보드, 특히 최신 세대의 SXM 모듈은 더 빠른 GPU 간 통신을 허용하기 위해 NVLink 스위치를 가질 수 있다. 이는 일반적으로 CPU 및 PCIe 제한에 의해 부과되는 병목 현상을 더욱 줄여준다. 도터 카드의 GPU는 NVLink를 주 통신 프로토콜로 사용한다. 예를 들어, 호퍼 기반 H100 SXM5 기반 GPU는 18개의 NVLink 4 채널에서 최대 900GB/s의 대역폭을 사용할 수 있으며, 각 채널은 50GB/s의 대역폭을 제공한다. 대조적으로, PCIe 5.0은 x16 슬롯 내에서 최대 64GB/s의 대역폭을 처리할 수 있다. 이 고대역폭은 또한 GPU가 NVLink 버스를 통해 메모리를 공유할 수 있음을 의미하며, 전체 HGX 보드가 호스트 시스템에 단일의 거대한 GPU로 나타나게 한다.
전력 공급 또한 SXM 소켓으로 처리되어 PCIe 동급 카드에 필요한 외부 전원 케이블이 필요 없다. 이는 수평 장착과 결합되어 더 효율적인 냉각 메커니즘을 허용하며, 결과적으로 SXM 기반 GPU가 훨씬 더 높은 TDP에서 작동할 수 있게 한다. 예를 들어, 호퍼 기반 H100은 SXM 소켓에서만 최대 700W를 끌어올 수 있다. 케이블이 없다는 점은 또한 대형 시스템의 조립 및 수리를 훨씬 쉽게 하며, 가능한 고장 지점의 수도 줄인다.
초기 엔비디아 테그라 자동차용 평가 보드인 'Drive PX2'는 카드 양쪽에 두 개의 MXM (Mobile PCI Express Module) 소켓을 가지고 있었는데, 이 듀얼 MXM 설계는 엔비디아 테슬라 SXM 소켓 구현의 전신으로 간주될 수 있다.